# Bulbophyllum myrmecochilum
Bulbophyllum myrmecochilum là một loài phong lan thuộc chi Bulbophyllum.